# Villefranche-d'Allier
Villefranche-d'Allier är en kommun i departementet Allier i regionen Auvergne-Rhône-Alpes i de centrala delarna av Frankrike. Kommunen ligger  i kantonen Montmarault som ligger i arrondissementet Montluçon. År 2022 hade Villefranche-d'Allier 1 265 invånare.

## Befolkningsutveckling
Antalet invånare i kommunen Villefranche-d'Allier
Referens: INSEE